# Guhrow
Guhrow (baix sòrab: Gory) és un municipi alemany que pertany a l'estat de Brandenburg. Forma part de l'Amt Burg (Spreewald) i es troba a l'àrea d'assentament tradicional dels sòrabs. És esmentat per primer cop el 1469

## Personatges il·lustres
- Herbert Zerna, historiador sòrab.